# مورچه‌مرغ پشت‌پولکی معمولی
مورچه‌مرغ پشت‌پولکی معمولی (نام علمی: Willisornis poecilinotus) نام یک گونه از سرده مرغ‌های ویلیس است.